# I love Coronie
I love Coronie is een lettermonument in Totness, de hoofdplaats van het district Coronie in Suriname. Het is een naammonument van I ❤️ Coronie  in de kleur cyaan-blauw met een rood hartje, met ernaast een leguaan (boomkip), een plaquette en aan weerszijden een rode ibis.
De initiatiefnemer is de van geboorte Coriaanse ondernemer Aswin Doorson. De onthulling vond plaats op 20 april 2024 op het Tata Colin Plein in Totness. Doorson realiseerde het monument met een bijdrage van lokale ondernemers en het districtspersoneel. Met de voorhanden materialen maakte hij het monument vrijwel geheel zelf. Het is gemaakt van beton. In een televisie-uitzending van Mmanten Taki op STVS vertelde hij eind april 2024 dat er in aanloop naar de onthulling veel kritiek vanuit de bevolking was geweest.
Voor Doorson betekende de bouw een daad van liefde en toewijding aan zijn geboorteplaats. Het district heeft hiermee een in het oog springende locatie voor bewoners en toeristen om zich op de foto te zetten.
Eind augustus 2024 raakte het monument beschadigd door vernieling. De bevolking reageerde verontwaardigd op het voorval.